# Rhinoestrus tshernyshevi
Rhinoestrus tshernyshevi är en tvåvingeart som beskrevs av Grunin 1951. Rhinoestrus tshernyshevi ingår i släktet Rhinoestrus och familjen styngflugor. Inga underarter finns listade i Catalogue of Life.